# Гватемала на літніх Олімпійських іграх 2016
Гватемала на літніх Олімпійських ігор 2016 була представлена 21 спортсменом в 10 видах спорту. Жодної медалі олімпійці Гватемали не завоювали.

## Спортсмени
| Дисципліна           | Чоловіки | Жінки | Разом |
| -------------------- | -------- | ----- | ----- |
| Легка атлетика       | 6        | 3     | 9     |
| Бадмінтон            | 1        | 0     | 1     |
| Велоспорт            | 1        | 0     | 1     |
| Гімнастика           | 0        | 1     | 1     |
| Дзюдо                | 1        | 0     | 1     |
| Сучасне п'ятиборство | 1        | 1     | 2     |
| Вітрильний спорт     | 1        | 0     | 1     |
| Стрільба             | 2        | 0     | 2     |
| Плавання             | 1        | 1     | 2     |
| Важка атлетика       | 1        | 0     | 1     |
| Разом                | 15       | 6     | 21    |

## Легка атлетика
Легенда
- Note – для трекових дисциплін місце вказане лише для забігу, в якому взяв участь спортсмен
- Q = пройшов у наступне коло напряму
- q = пройшов у наступне коло за добором (для трекових дисциплін - найшвидші часи серед тих, хто не пройшов напряму; для технічних дисциплін - увійшов до визначеної кількості фіналістів за місцем якщо напряму пройшло менше спортсменів, ніж визначена кількість)
- NR = Національний рекорд
- N/A = Коло відсутнє у цій дисципліні
- Bye = спортсменові не потрібно змагатися у цьому колі

Трекові і шосейні дисципліни
Чоловіки
| Спортсмен           | Дисципліна      | Фінал     | Фінал |
| Спортсмен           | Дисципліна      | Результат | Місце |
| ------------------- | --------------- | --------- | ----- |
| Ерік Баррондо       | ходьба на 20 км | 1:27:01   | 50    |
| Маріо Альфонсо Бран | ходьба на 50 км | 4:15:14   | 40    |
| Хосе Амадо Гарсія   | Марафон         | 2:30:11   | 118   |
| Хайме Кіюч          | ходьба на 50 км | DSQ       | DSQ   |
| Хосе Марія Реймундо | ходьба на 20 км | 1:29:07   | 56    |
| Карлос Трухільо     | Марафон         | 2:20:24   | 67    |

Жінки
| Спортсменка   | Дисципліна      | Фінал     | Фінал |
| Спортсменка   | Дисципліна      | Результат | Місце |
| ------------- | --------------- | --------- | ----- |
| Майра Еррера  | ходьба на 20 км | DSQ       | DSQ   |
| Мірна Ортіс   | ходьба на 20 км | 1:35:11   | 30    |
| Маріца Понсіо | ходьба на 20 км | 1:40:09   | 52    |

## Бадмінтон
| Спортсмен    | Дисципліна                  | Груповий етап      | Груповий етап                        | Груповий етап          | Груповий етап | Вибування          | Чвертьфінал        | Півфінал           | Фінал / БМ         | Фінал / БМ      |
| Спортсмен    | Дисципліна                  | Суперник Результат | Суперник Результат                   | Суперник Результат     | Місце         | Суперник Результат | Суперник Результат | Суперник Результат | Суперник Результат | Місце           |
| ------------ | --------------------------- | ------------------ | ------------------------------------ | ---------------------- | ------------- | ------------------ | ------------------ | ------------------ | ------------------ | --------------- |
| Кевін Кордон | одиночний розряд (чоловіки) | Chen L (CHN) L WO  | Дзелко (POL) L (21–18, 10–21, 13–21) | Карунаратне (SRI) L WO | 4             | Завершив виступ    | Завершив виступ    | Завершив виступ    | Завершив виступ    | Завершив виступ |

## Велоспорт

### Шосе
| Спортсмен     | Дисципліна                       | Час          | Місце        |
| ------------- | -------------------------------- | ------------ | ------------ |
| Мануель Родас | Групова шосейна гонка (чоловіки) | Не фінішував | Не фінішував |

## Гімнастика

### Спортивна гімнастика
Жінки
| Спортсменка | Дисципліна | Кваліфікація    | Кваліфікація       | Кваліфікація | Кваліфікація | Кваліфікація | Кваліфікація | Фінал  | Фінал  | Фінал  | Фінал  | Фінал   | Фінал |                  |                  |                  |                  |                  |                  |
| Спортсменка | Дисципліна | Вправа          | Вправа             | Вправа       | Вправа       | Загалом      | Місце        | Вправа | Вправа | Вправа | Вправа | Загалом | Місце |                  |                  |                  |                  |                  |                  |
| ----------- | ---------- | --------------- | ------------------ | ------------ | ------------ | ------------ | ------------ | ------ | ------ | ------ | ------ | ------- | ----- | ---------------- | ---------------- | ---------------- | ---------------- | ---------------- | ---------------- |
| Спортсменка | Дисципліна | Ана Софія Гомес | Абсолютна першість | 14.766       | 13.766       | Загалом      | Місце        | 13.400 | 12.900 | 54.832 | 32     | Загалом | Місце | Завершила виступ | Завершила виступ | Завершила виступ | Завершила виступ | Завершила виступ | Завершила виступ |

## Дзюдо
| Спортсмен  | Категорія           | 1/32 фіналу               | 1/16 фіналу        | 1/8 фіналу         | Чвертьфінали       | Півфінали          | Втішний поєдинок   | Фінал / БМ         | Фінал / БМ      |
| Спортсмен  | Категорія           | Суперник Результат        | Суперник Результат | Суперник Результат | Суперник Результат | Суперник Результат | Суперник Результат | Суперник Результат | Місце           |
| ---------- | ------------------- | ------------------------- | ------------------ | ------------------ | ------------------ | ------------------ | ------------------ | ------------------ | --------------- |
| Хосе Рамос | до 60 кг (чоловіки) | Ценд-Очір (MGL) L 000–100 | Завершив виступ    | Завершив виступ    | Завершив виступ    | Завершив виступ    | Завершив виступ    | Завершив виступ    | Завершив виступ |

## Сучасне п'ятиборство
| Спортсмен         | Дисципліна | Фехтування (шпага, один дотик) | Фехтування (шпага, один дотик) | Фехтування (шпага, один дотик) | Фехтування (шпага, один дотик) | Плавання (200 м вільним стилем) | Плавання (200 м вільним стилем) | Плавання (200 м вільним стилем) | Верхова їзда (конкур) | Верхова їзда (конкур) | Верхова їзда (конкур) | Комбіновано: стрільба/біг (10 м, пневматичний пістолет)/(3200 м) | Комбіновано: стрільба/біг (10 м, пневматичний пістолет)/(3200 м) | Комбіновано: стрільба/біг (10 м, пневматичний пістолет)/(3200 м) | Загалом очок | Підсумкове місце |
| Спортсмен         | Дисципліна | RR                             | BR                             | Місце                          | Очки                           | Час                             | Місце                           | Очки                            | Штрафні очки          | Місце                 | Очки                  | Час                                                              | Місце                                                            | MP Points                                                        | Загалом очок | Підсумкове місце |
| ----------------- | ---------- | ------------------------------ | ------------------------------ | ------------------------------ | ------------------------------ | ------------------------------- | ------------------------------- | ------------------------------- | --------------------- | --------------------- | --------------------- | ---------------------------------------------------------------- | ---------------------------------------------------------------- | ---------------------------------------------------------------- | ------------ | ---------------- |
| Charles Fernández | чоловіки   | 19–16                          | 0                              | 16                             | 214                            | 2:03.18                         | 14                              | 331                             | 29                    | 27                    | 271                   | 11:21.49                                                         | 11                                                               | 619                                                              | 1435         | 15               |
| Ізабель Бранд     | жінки      | 14–21                          | 0                              | 31                             | 184                            | 2:22.57                         | 34                              | 273                             | 7                     | 8                     | 293                   | 12:54.11                                                         | 13                                                               | 526                                                              | 1276         | 21               |

## Вітрильний спорт
| Спортсмен           | Дисципліна | Заплив | Заплив | Заплив | Заплив | Заплив | Заплив | Заплив | Заплив | Заплив | Заплив | Заплив | Очки | Підсумкове місце |
| Спортсмен           | Дисципліна | 1      | 2      | 3      | 4      | 5      | 6      | 7      | 8      | 9      | 10     | M*     | Очки | Підсумкове місце |
| ------------------- | ---------- | ------ | ------ | ------ | ------ | ------ | ------ | ------ | ------ | ------ | ------ | ------ | ---- | ---------------- |
| Хуан Ігнасіо Маельї | Лазер      | 18     | 14     | 3      | 7      | 16     | 25     | 18     | 17     | 3      | 7      | 14     | 117  | 8                |

M = Медальний заплив; EL = Вибув – не потрапив до медального запливу

## Стрільба
| Спортсмен    | Дисципліна            | Кваліфікація | Кваліфікація | Півфінал        | Півфінал        | Фінал           | Фінал           |
| Спортсмен    | Дисципліна            | Очки         | Місце        | Очки            | Місце           | Очки            | Місце           |
| ------------ | --------------------- | ------------ | ------------ | --------------- | --------------- | --------------- | --------------- |
| Енріке Брол  | дубль-трап (чоловіки) | 133          | 10           | Завершив виступ | Завершив виступ | Завершив виступ | Завершив виступ |
| Гелберт Брол | дубль-трап (чоловіки) | 116          | 20           | Завершив виступ | Завершив виступ | Завершив виступ | Завершив виступ |

Пояснення до кваліфікації: Q = Пройшов у наступне коло; q = Кваліфікувався щоб змагатись у поєдинку за бронзову медаль

## Плавання
| Спортсмен     | Дисципліна                        | Попередній заплив | Попередній заплив | Півфінал        | Півфінал        | Фінал            | Фінал            |
| Спортсмен     | Дисципліна                        | Час               | Місце             | Час             | Місце           | Час              | Місце            |
| ------------- | --------------------------------- | ----------------- | ----------------- | --------------- | --------------- | ---------------- | ---------------- |
| Луїс Мартінес | 100 метрів батерфляєм (чоловіки)  | 52.22             | 19                | Завершив виступ | Завершив виступ | Завершив виступ  | Завершив виступ  |
| Валері Груест | 400 метрів вільним стилем (жінки) | 4:19.58           | 29                | Н/Д             | Н/Д             | Завершила виступ | Завершила виступ |
| Валері Груест | 800 метрів вільним стилем (жінки) | 8:39.80           | 22                | Н/Д             | Н/Д             | Завершила виступ | Завершила виступ |

## Важка атлетика
| Спортсмен         | Категорія           | Ривок     | Ривок | Поштовх   | Поштовх | Загалом | Місце |
| Спортсмен         | Категорія           | Результат | Місце | Результат | Місце   | Загалом | Місце |
| ----------------- | ------------------- | --------- | ----- | --------- | ------- | ------- | ----- |
| Едгар Пінеда Зета | до 56 кг (чоловіки) | 108       | 15    | 143       | 10      | 251     | 10    |